# Birimi
Birimi es un yacimiento arqueológico asociado al Complejo de Kintampo, situado en el norte de Ghana, entre las ciudades de Gambaga y Nalerigu, que estuvo ocupada durante la Edad de Piedra Media, la Edad de Piedra Tardía y la Edad del Hierro.

## Yacimiento
Birimi es un yacimiento arqueológico] descubierto en las regiones septentrionales de Ghana.
El yacimiento se encuentra en la escarpadura de Gambaga, a unos 3,5 kilómetros al noroeste de la ciudad de Nalerigu. Las excavaciones del yacimiento comenzaron en el año 1987, dirigidas por Francois Kense. Estas fueron también las primeras excavaciones en el área más amplia alrededor de este yacimiento. Está situado principalmente dentro de un sistema de canales de arroyos estacionales, que están cubiertos de artefactos de talla lítica y muestran signos de actividades extractivas. Durante las campañas de investigación y excavación en Birimi, se tomaron muestras para conocer el yacimiento y su región más amplia; estas muestras incluían cerámica, barro quemado, sedimentos, carbón vegetal y restos paleobotánicos con fines estilísticos, arqueometría y/o de datación.

## Descripción
El yacimiento de Birimi se encuentra en medio de un sistema de canales estacionales. Las orillas de estos cursos de agua han proporcionado numerosas herramientas líticas.

## Edad de Piedra Media
Los estratos de este periodo se excavaron durante la campaña de 1996.  Las herramientas se encontraron a aproximadamente un metro por debajo de la superficie del suelo Esta industria lítica aún no está bien caracterizada ni bien relacionada con otras industrias africanas del mismo período.
La primera fase de ocupación de Birimi se ha datado en la Edad de Piedra Media. Los hallazgos materiales consisten en una variedad de diferentes formas de artefactos de piedra, incluyendo lascas y núcleos de Levallois, núcleos de disco, hojas, bifaces, muescas, denticulado sy lascas y hojas retocadas. In situ, los artefactos se pueden encontrar a 1 metro por debajo del nivel de la superficie del suelo.  Sin embargo, no es fácil relacionarlos con otras culturas contemporáneas de la Edad de Piedra Media debido a que los yacimientos de la Edad de Piedra Media de África Occidental no se conocen bien.

## Neolítico
La fase de ocupación Neolítico, de Birimi, se asocia con el Complejo de Kintampo  y con el origen de la agricultura en África Occidental subsahariana, se ha datado entre 3500 y 3000 a. C. Esta antigua ocupación da lugar a una capa muy rica en cerámica en el yacimiento. Esta es la capa de ocupación del yacimiento que más se ha investigado basándose en la clara presencia del complejo de Kintampo. Restos vegetales carbonizados de Birimi muestran evidencias del cultivo de mijo perla, que pudo haber permitido a los kintampo ser sedentarios y establecer una asentamiento, y construir estructuras de diversos tamaños, que se han encontrado en otros yacimientos de Kintampo, como restos de casas de adobe.

## Edad del Hierro
Las partes occidentales del yacimiento también estuvieron ocupadas durante la Edad del Hierro, en continuidad con el Neolítico. Las capas de esta edad se excavaron entre 1987 y 1988.
La fase de ocupación de la Edad del Hierro  aproximadamente (600 a 200 a. C.) ocurrió en su región occidental. Los sitios de asentamiento de Kintampo se encuentran a menudo cerca de los sitios de la Edad del Hierro. Sin embargo, no se han encontrado viviendas de la Edad del Hierro cerca de las fundiciones. Las actividades de trabajo del hierro se pueden encontrar en las formas de múltiples montículos de escoria  y hornos en toda la región occidental por la parte occidental del yacimiento de Birimi.